# Органы власти Новокузнецка
О́рганы вла́сти Новокузне́цка — система органов государственной власти и местного самоуправления в городе Новокузнецке Кемеровской области.
Структура органов местной власти закреплена Уставом города, новая редакция которого утверждена 7 декабря 2009 года постановлением Новокузнецкого городского Совета народных депутатов:
- Новокузнецкий городской Совет народных депутатов (представительный орган власти),
- Глава города Новокузнецка,
- Администрация города Новокузнецка (исполнительно-распорядительный орган власти),
- Комитет городского контроля города Новокузнецка (постоянный орган финансового контроля).

## История
Первоначально горисполком располагался в бараках на территории Верхней Колонии. С 1946 по 1991 год здание горисполкома располагалось на пр. Металлургов, 44. С 1991 горисполком переехал на пр. Кирова, 71

## Новокузнецкий городской Совет народных депутатов
Новокузнецкий городской Совет народных депутатов - является представительным органом власти и состоит из 36 депутатов, избираемых по 18 одномандатным округам, и 18 депутатов, избираемых по партийным спискам. Срок полномочий депутатов составляет пять лет.
На выборах в 2021 году выдвинулись по многомандатному округу ЕР, КПРФ, ЛДПР, СР. Избрано по многомандатному округу : ЕР-11, ЛДПР-3, КПРФ-2, СР-2. По одномандатным округам: ЕР-17, СР-1. 28 сентября 2021 года председателем горсовета избрана Шелковникова Александра Константиновна.

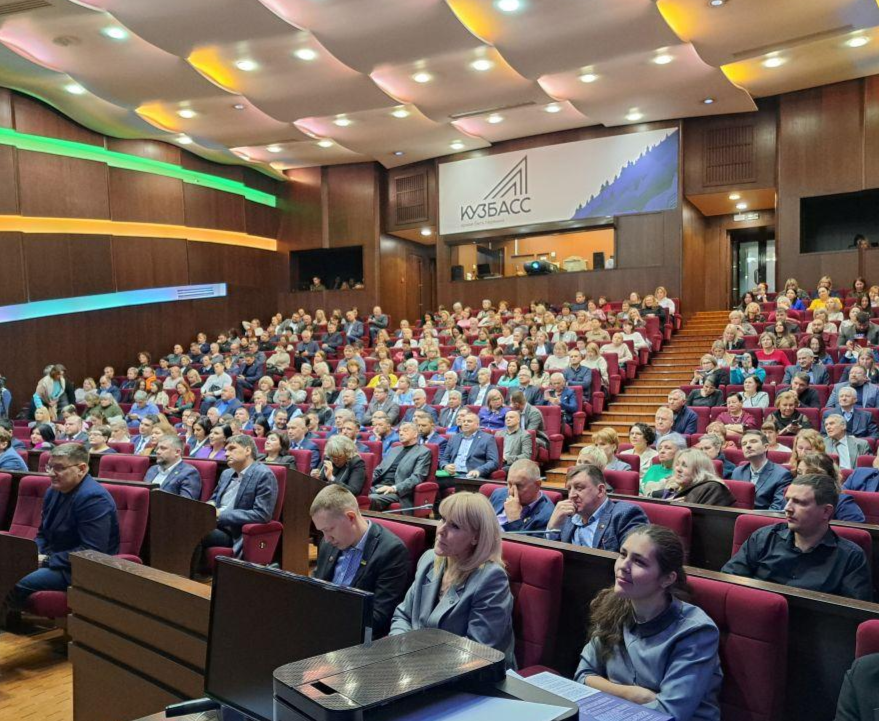
Заседание городского совета Новокузнецка 27 декабря 2024 года

### Прошлые созывы
В сентябре 2016 года прошли выборы в Совет народных депутатов, по итогам которых места в Совете распределились следующим образом: 27 — Единая Россия, 4 — ЛДПР, 4 — Справедливая Россия. 1- Патриоты России. Председателем был избран представитель «Единой России» Олег Масюков.  По одномандатным округам 16 мест у ЕР, 1 у ЛДПР, и 1 у СР. По общегородскому округу 11 -ЕР, 3 -СР, 3 - ЛДПР, 1 - Патриоты России. 1 июля 2021 года назначены выборы нового созыва Новокузнецкого городского совета. В настоящее время в Новокузнецком городском Совете народных депутатов работает созыв 2021–2026 годов.
В декабре 2011 года прошли выборы в Новокузнецкий городской совет . Было избрано по общегородскому округу 9 представителей списка ЕР, 5 представителей СР, 4 представителя ЛДПР. В 17 одномандатных округах победили представители ЕР , в 1 представители СР. За время созыва вместо ушедших представителей ЕР по одномандатному округу избран представитель Патриотов России.
На выборах в горсовет в 2006 году победили 17 кандидатов . Среди кандидатов представители ЕР, КПРФ, ЛДПР, Родины, Союза женщин, самовыдвиженцы.
При городском совете Народных депутатов работает Молодёжный парламент города.
Совет народных депутатов города расположен в Центральном районе на улице Кирова, д. 71. Имеется 6 комитетов.

## Глава города
Высшим должностным лицом города является Глава города, избираемый гражданами города Новокузнецка на срок 5 лет. С 9 сентября 2013 года Главой города является Сергей Кузнецов.
Главы города с 1990 года:
- Евгений Блинов (1990—1995)[10],
- Геннадий Мирошников (1995 — 17 апреля 1997 года),
- Сергей Мартин (18 апреля 1997 года — 6 апреля 2010 года)[11],
- Валерий Смолего (10 октября 2010 года[* 1] — 28 мая 2013 года[* 2]),
- Павел Матвиенко — исполняющий обязанности Главы города (29 мая 2013 года[15] — 4 июня 2013 года),
- Сергей Кузнецов — исполняющий обязанности Главы города (4 июня 2013 года[* 3] — 5 августа 2013 года),
- Евгений Манузин — исполняющий обязанности Главы города (6 августа 2013 года — 8 сентября 2013 года)[17],
- Сергей Кузнецов — с 9 сентября 2013 года по 6 августа 2024 года[9].
- Евгений Бедарев — исполняющий обязанности главы города с 6 августа 2024 года по 26 декабря 2024 года.
- Ильин, Денис Павлович- глава города Новокузнецк с 27 декабря 2024 года [18]

## Исполнительно-распорядительный орган власти

Здание Администрации и Совета народных депутатов города Новокузнецка

Исполнительную власть в городе осуществляет Администрация города, которой руководит Глава города, и иные исполнительные органы муниципальной власти Новокузнецка, составляющие систему органов местного самоуправления города. Администрация города Новокузнецка состоит из различных управлений и комитетов. Напрямую Главе города подчиняются первые заместители Главы города, а также заместители Главы города в статусе руководителей администраций районов города. Заместители Главы города по отдельным функциональным направлениям подчиняются Первым заместителям Главы города.
Структура Администрации города Новокузнецка (на 1 сентября 2013 года):
- Первый заместитель Главы города по промышленности и городскому хозяйству
  - Управление промышленности, развития предпринимательства и потребительского рынка
  - Управление по транспорту и связи
  - Комитет по управлению муниципальным имуществом
  - Комитет охраны окружающей среды и природных ресурсов
  - Отдел информационных технологий
  - Заместитель Главы города по жилищно-коммунальному хозяйству и благоустройству
    - Управление дорожно-коммунального хозяйства и благоустройства
    - Комитет жилищно-коммунального хозяйства

  - Заместитель Главы города по строительству
    - Управление капитального строительства
    - Управление учёта и приватизации жилых помещений
    - Комитет градостроительства и земельных ресурсов

  - Заместитель Главы города по экономическим вопросам
    - Отдел экономики
    - Отдел контроля бюджетного энергопотребления
    - Отдел по размещению муниципального заказа
    - Отдел контроля цен и смет
- Первый заместитель Главы города по социальным вопросам
  - Управление здравоохранения
  - Управление культуры
  - Управление опеки и попечительства
  - Управление по торговле, услугам и пищевым производствам
  - Комитет образования и науки
  - Комитет социальной защиты населения
  - Комитет по делам молодёжи
  - Комитет по физкультуре, спорту и туризму
  - Отдел по труду
- Заместитель Главы города — Руководитель аппарата
  - Управление по организационной работе, общественным отношениям и делопроизводству
  - Управление обеспечения деятельности органов администрации города
  - Отдел кадров
  - Отдел писем и приёма граждан
  - Отдел по работе со средствами массовой информации
- Заместитель Главы города по вопросам взаимодействия с административными органами, ГО и ЧС
- Заместитель Главы города — Руководитель Администрации Заводского района
- Заместитель Главы города — Руководитель Администрации Кузнецкого района
- Заместитель Главы города — Руководитель Администрации Куйбышевского района
- Заместитель Главы города — Руководитель Администрации Новоильнского района
- Заместитель Главы города — Руководитель Администрации Орджоникидзевского района
- Заместитель Главы города — Руководитель Администрации Центрального района
- Правовое управление
- Помощник Главы города

Администрация города расположена в Центральном районе на улице Кирова, д. 71, однако некоторые управления и комитеты расположены в других зданиях.

## Орган финансового контроля
Комитет городского контроля является постоянно действующим органом внешнего муниципального финансового контроля. Комитет подотчётен городскому Совету народных депутатов, при этом его деятельность не может быть приостановлена, в том числе в связи с досрочным прекращением полномочий городского Совета народных депутатов.
Комитет городского контроля города Новокузнецка осуществляет свою деятельность с 1 декабря 1998 года.

### Председатели Комитета городского контроля
- Донской Сергей Юрьевич (1998—2000) — полковник в отставке (в период с 1993 по 1998 годы являлся начальником Новокузнецкого городского отдела ФСБ), главный контролёр города. За время своей работы сформировал коллектив комитета.
- Ващенко Андрей Юрьевич (2000—2003) — кандидат географических наук, доцент. До назначения на должность председателя Комитета являлся депутатом Городского Собрания города Новокузнецка, с 1997 года — Ответственный секретарь, председатель постоянной комиссии Городского Собрания г. Новокузнецка по местному самоуправлению. В сентябре 2003 года назначен на должность Заместителя Главы города — Руководителя аппарата Администрации города Новокузнецка.
- Харитонов Сергей Анатольевич (с 2003 года по настоящее время) — почётный работник народного образования РФ. До назначения на должность председателя Комитета являлся депутатом представительного органа местного самоуправления, с 1998 года — Ответственный секретарь Городского Собрания города Новокузнецка, председатель Комитета по местному самоуправлению и правопорядку Совета народных депутатов города Новокузнецка. С 2011 года является членом Президиума Совета контрольно-счётных органов Кемеровской области.

## Судебная власть
В каждом районе города имеются районные суды, мировые судьи. Также в городе имеются представительства Кемеровского третейского суда, Кемеровского областного суда. Также в Новокузнецке располагается суд Новокузнецкого района.

## Городская избирательная комиссия
В составе горизбиркома 12 человек, 6 человек выдвинуто избирательной комиссией Кемеровской области, 6 региональными отделениями политических партий ЕР, КПРФ, ЛДПР, СР , Патриоты России, Партия Роста.

## Федеральные ведомства
В городе располагаются различные региональные структуры и представительства федеральных министерств и ведомств:
- Федеральная кадастровая палата Росреестра по Кемеровской области.
- Отдел государственной статистики в городе Новокузнецке.
- Паспортно-визовый центр Федеральной миграционной службы.
- Отдел № 11 в г. Новокузнецке Управления Федерального казначейства по Кемеровской области.
- Территориальный отдел Управления Федеральной службы по надзору в сфере защиты прав потребителей и благополучия человека по Кемеровской области в городе Новокузнецке.
- Отдел по городу Новокузнецку Управления Федеральной службы государственной регистрации, кадастра и картографии по Кемеровской области.
- Отдел по Новокузнецкому району Управления Федеральной службы государственной регистрации, кадастра и картографии по Кемеровской области.
- Многофункциональный центр города Новокузнецка по предоставлению государственных и муниципальных услуг Архивная копия от 20 октября 2015 на Wayback Machine
- Межрайонная инспекция Федеральной налоговой службы по крупнейшим налогоплательщикам № 2 по Кемеровской области
- Инспекция Федеральной налоговой службы по Центральному району города Новокузнецка.
- Инспекция Федеральной налоговой службы № 4 по Кемеровской области (все районы города Новокузнецка, за исключением Центрального).
- Инспекция Федеральной налоговой службы по Новокузнецкому и Таштагольскому районам Кемеровской области.
- ГУВД (Центральный, Левобережный, Куйбышевский, Новоильинский, Заводской, Кузнецкий, Новобайдаевский, Орджоникидзевский), ЛОВД.
- Военкоматы (1 -По Центральному и Куйбышевскому районам, 2 - По Заводскому и Новоильинскому районам, 3 - По Кузнецкому и Орджоникидзевскому районам).
- Городской суд, суд Новокузнецкого района, 6 районных судов.
- Прокуратура города, муниципального района, 6 районов , Новокузнецкая природоохранная прокуратура , Кузбасская прокуратура по надзору за соблюдением законов в исправительных учреждениях , Кемеровская межрайонная прокуратура по надзору за исполнением законов в угледобывающей отрасли "с дислокацией в г. Новокузнецке"
- Новокузнецкий таможенный пост (в т ч включает отдел на станции Новокузнецк-Северный)
- Территориальный фонд геологической информации по Сибирскому федеральному округу, Кемеровский филиал) Федерального агентства по недропользованию.

## Региональные ведомства
- Центр занятости населения по Новокузнецку и Новокузнецкому району Департамента труда и занятости Кемеровской области.
- С 1 января 2017 года все муниципальные медучреждения переходят в территориальное управлению по югу Кузбасса департамента здравоохранения Кемеровской области [19]
- Государственное казенное учреждение Кемеровской области (ГКУ КО) «Государственный архив Кемеровской области в г. Новокузнецке»
- Постоянное присутствие Кемеровского областного суда.